# Arquenay
Arquenay est une commune française, située dans le département de la Mayenne en région Pays de la Loire, peuplée de 672 habitants.
La commune fait partie de la province historique du Maine, et se situe dans le Bas-Maine.

## Géographie
Arquenay est située à 19 kilomètres de Laval et à 4 kilomètres de Meslay-du-Maine.
| Parné-sur-Roc         | Bazougers       | Bazougers, Saint-Denis-du-Maine |
| Maisoncelles-du-Maine | Arquenay        | Saint-Denis-du-Maine            |
| Le Bignon-du-Maine    | Meslay-du-Maine | Meslay-du-Maine                 |

### Climat
Pour des articles plus généraux, voir Climat des Pays de la Loire et Climat de la Mayenne.
En 2010, le climat de la commune est de type climat océanique altéré, selon une étude du CNRS s'appuyant sur une série de données couvrant la période 1971-2000. En 2020, Météo-France publie une typologie des climats de la France métropolitaine dans laquelle la commune est exposée à un climat océanique et est dans la région climatique Moyenne vallée de la Loire, caractérisée par une bonne insolation (1 850 h/an) et un été peu pluvieux.
Pour la période 1971-2000, la température annuelle moyenne est de 11,3 °C, avec une amplitude thermique annuelle de 13,9 °C. Le cumul annuel moyen de précipitations est de 745 mm, avec 12,1 jours de précipitations en janvier et 6,5 jours en juillet. Pour la période 1991-2020, la température moyenne annuelle observée sur la station météorologique de Météo-France la plus proche, sur la commune de Saint-Georges-le-Fléchard à 7 km à vol d'oiseau, est de 11,8 °C et le cumul annuel moyen de précipitations est de 798,7 mm,. Pour l'avenir, les paramètres climatiques de la commune estimés pour 2050 selon différents scénarios d'émission de gaz à effet de serre sont consultables sur un site dédié publié par Météo-France en novembre 2022.

## Urbanisme

### Typologie
Au 1er janvier 2024, Arquenay est catégorisée commune rurale à habitat dispersé, selon la nouvelle grille communale de densité à sept niveaux définie par l'Insee en 2022.
Elle est située hors unité urbaine. Par ailleurs la commune fait partie de l'aire d'attraction de Laval, dont elle est une commune de la couronne,. Cette aire, qui regroupe 66 communes, est catégorisée dans les aires de 50 000 à moins de 200 000 habitants,.

### Occupation des sols
L'occupation des sols de la commune, telle qu'elle ressort de la base de données européenne d’occupation biophysique des sols Corine Land Cover (CLC), est marquée par l'importance des territoires agricoles (89,5 % en 2018), en diminution par rapport à 1990 (91 %). La répartition détaillée en 2018 est la suivante : 
terres arables (70,7 %), prairies (16,3 %), forêts (6,6 %), zones agricoles hétérogènes (2,4 %), zones urbanisées (1,4 %), eaux continentales (1,4 %), espaces verts artificialisés, non agricoles (1 %). L'évolution de l’occupation des sols de la commune et de ses infrastructures peut être observée sur les différentes représentations cartographiques du territoire : la carte de Cassini (XVIIIe siècle), la carte d'état-major (1820-1866) et les cartes ou photos aériennes de l'IGN pour la période actuelle (1950 à aujourd'hui).

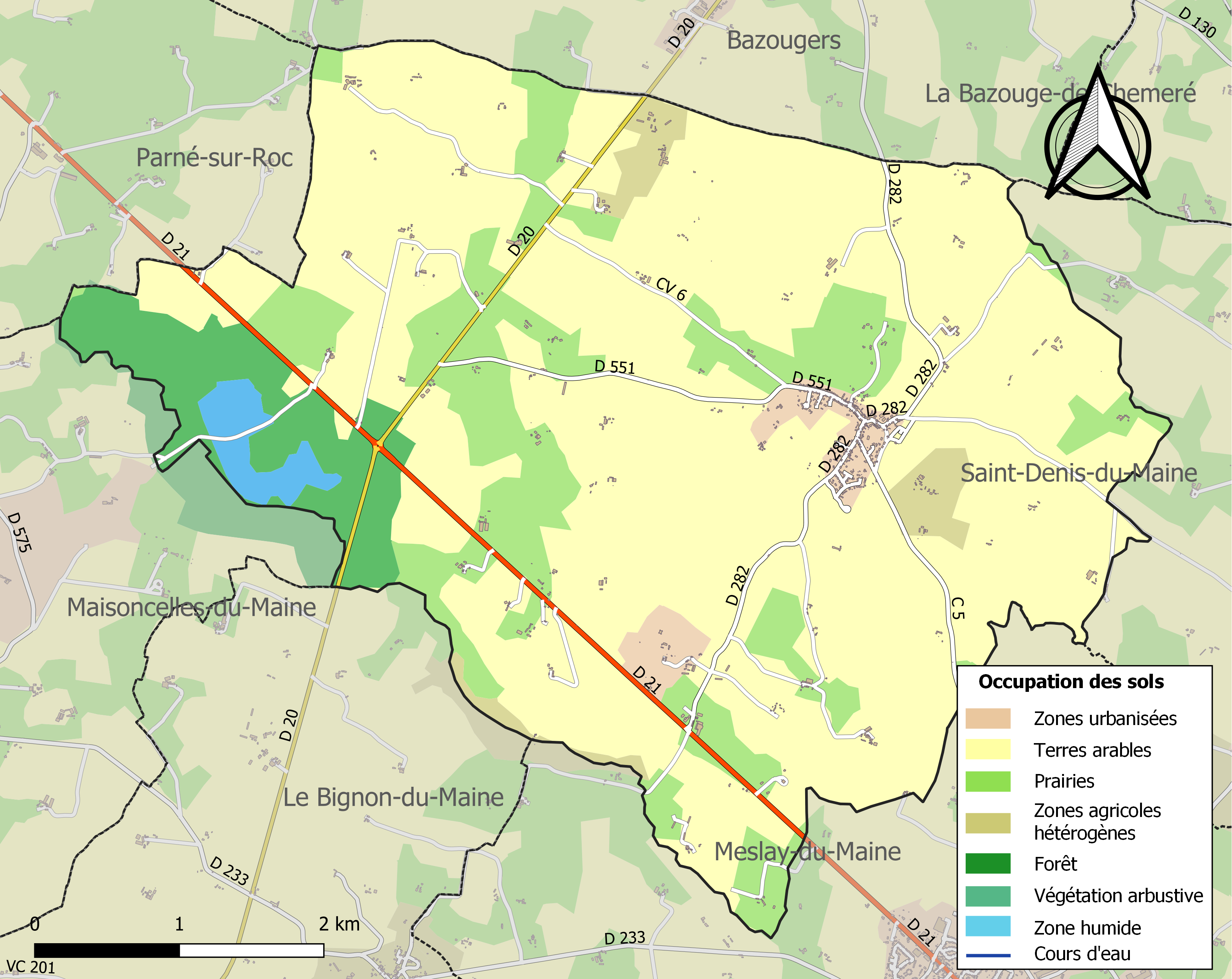
Carte des infrastructures et de l'occupation des sols de la commune en 2018 (CLC).

## Toponymie
Arquenay conserve un nom de forme gallo-romane, emprunté au domaine d'Arcanus. Sa cure est citée en 1050, sous le nom d’Ecclesia d'Erkania. À cette date, la famille d'Arquenay — qui possédait l'église à titre héréditaire — en fit don à l’abbaye de Marmoutier de Tours. Ce don fut confirmé par Hildebert en 1125. La paroisse s'est appelée A. de Arcaniaco en 1094, G. de Herquené en 1216, Arquené en 1312 : elle aurait accoté son appellation définitive en 1706.
Le gentilé est Arquenaysien.

## Histoire

### Féodalité
La seigneurie paroissiale relevait de Laval par la châtellenie de Meslay-au-Maine, sous la redevance « d'un chevalier d'ost pendant quarante jours et quarante nuits », Dès la première moitié du XIe siècle, ses seigneurs gravitaient autour des barons de Laval et ils jouèrent souvent un rôle dans la plupart des événements qui ont marqué l'histoire de la maison de Laval. Hugues d'Arquenay qui assista à la fondation du prieuré de Saint-Martin de Laval. Puis, en 1094, Anquetil se trouve citée dans un accord concernant Laval, entre l’abbaye de Marmoutier et l’abbaye de la Couture. De 1190 à 1205, Guillaume et Hugues apparaissent dans des actes nombreux, actes qui furent reconnus par les seigneurs de Laval et des seigneurs de Mayenne. Au commencement du XIVe siècle, cette famille d'Arquenay a pu subir quelques revers de fortune. En effet, Pierre d'Arquenay semblait avoir un rang inférieur à celui de Pierre de Mathefelon qui lui donnait à Azé, en 1327, « une gratification pour ses agréables services ». Du XIVe au XVIe siècle, cette famille est connue, sans interruption, avec une filiation très suivie. Au cours de son histoire, la seigneurie d'Arquenay vit son union à la terre de Champfleury dont le château devint la résidence habituelle de ses seigneurs. Elle s'augmenta des seigneuries de Maisoncelles, du Bignon, de Baubigné et de Daviet.

### XVIesiècle
Elle jouissait de la haute, moyenne et basse justice. Par lettres patentes, datées d'avril 1570, Charles IX l'érigea en châtellenie, à la suite du mariage de Nicolas d'Angennes avec Julienne d'Arquenay, la dernière représentante du nom qui était alors âgée de quinze ans. Mais ces lettres ne furent entérinées que le 21 juillet 1570 car, avant de les enregistrer au parlement, le procureur général du roi voulut avoir l'avis du comte de Laval « afin que l'on ne fit une châtellenie par lettres, sans l'ouïr et sans son consentement, vu qu'il y avait un trop grand intérêt ». Par ce mariage, la châtellenie devint la propriété de la Maison de Rambouillet. Au XVIIIe siècle, les seigneurs de la Jupelière profitèrent de ses ventes successives pour acquérir les seigneuries paroissiales de Maisoncelles et du Bignon.

### XVIIeetXVIIIesiècles
Les registres paroissiaux conservent des notes intéressantes sur les saisons. En 1628, il y eut une grande abondance de pommes et la pipe de cidre ne coûtait que quatre livres. Par contre, en 1767, la pipe se vendait 105 livres et le vin fut de très mauvaise qualité. Des pluies diluviennes compromirent les récoltes de l'année 1768 et on dut se résoudre à faire les battages dans les granges, dans les maisons et même dans les églises. Les semailles ne purent avoir lieu et on ne récolta que ce qui pouvait assurer la subsistance des habitants de la paroisse pendant trois mois. En 1770, Arquenay connut une nouvelle disette et une abondance générale l'année suivante. On y note une épidémie de dysenterie en 1779. En 1789, les habitants de la commune souhaitaient que le tabac, devenu une nécessité pour les trois-quarts de la population, cesse d'être d'un prix excessif et d'une qualité nuisible. Ils voulaient également que les adjudications des grandes routes ne soient plus faites que devant la municipalité de Laval, après convocation de tous les syndics des paroisses concernées.

### Révolution française
Le 11 avril 1791, des commissaires vinrent pour modifier la circonscription de la localité. En voulant fermer plusieurs chapelles, ils se heurtèrent à un attroupement général qui s'était formé pour s'y opposer. L'arrêt du Directoire du 4 juin 1794 prescrivit la fermeture des églises non desservies par des prêtres assermentés. Julien-Simon Duchesne, chirurgien à Meslay, arriva à Arquenay, accompagné de dix gardes nationaux, pour exécuter cette mesure. Le 6 mars 1796, un combat assez sérieux dans lequel les deux partis voulurent s'attribuer l'avantage, se déroula dans le bourg entre les Chouans commandés par Claude-Augustin de Tercier (° 1752 - † 1823) et une compagnie républicaine.

### XIXesiècle
Une épidémie de violentes coliques en 1864 concernent 128 personnes, à la suite d'un empoisonnement au plomb contenu dans de la farine. Pierre Crié arrive à sauver l'ensemble des personnes, deux restant toutefois paralysées.

## Politique et administration
| Période  | Période         | Identité                       | Étiquette | Qualité                 |
| -------- | --------------- | ------------------------------ | --------- | ----------------------- |
| 1953     |                 | Jean-Baptiste Ferrand          |           |                         |
| 1805     | 25 octobre 1815 | François de Farcy de Pontfarcy |           | Seigneur de Champfleury |
| 1982     | mai 2020        | Gustave Langlois               | UDI       | Agriculteur             |
| mai 2020 | En cours        | Jérémy Bertrel                 | SE        | Cadre travaux           |

Le conseil municipal est composé de quinze membres dont le maire et deux adjoints.

## Population et société

### Démographie
L'évolution du nombre d'habitants est connue à travers les recensements de la population effectués dans la commune depuis 1793. Pour les communes de moins de 10 000 habitants, une enquête de recensement portant sur toute la population est réalisée tous les cinq ans, les populations de référence des années intermédiaires étant quant à elles estimées par interpolation ou extrapolation. Pour la commune, le premier recensement exhaustif entrant dans le cadre du nouveau dispositif a été réalisé en 2005.
En 2022, la commune comptait 672 habitants, en évolution de +5 % par rapport à 2016 (Mayenne : −0,73 %, France hors Mayotte : +2,11 %).
Au premier recensement républicain, en 1793, Arquenay comptait 992 habitants, population jamais atteinte depuis.
| 1793 | 1800 | 1806 | 1821 | 1831 | 1836 | 1841 | 1846 | 1851 |
| ---- | ---- | ---- | ---- | ---- | ---- | ---- | ---- | ---- |
| 992  | 605  | 924  | 860  | 901  | 918  | 941  | 960  | 986  |

| 1856 | 1861 | 1866 | 1872 | 1876 | 1881 | 1886 | 1891 | 1896 |
| ---- | ---- | ---- | ---- | ---- | ---- | ---- | ---- | ---- |
| 914  | 870  | 832  | 785  | 799  | 773  | 832  | 809  | 800  |

| 1901 | 1906 | 1911 | 1921 | 1926 | 1931 | 1936 | 1946 | 1954 |
| ---- | ---- | ---- | ---- | ---- | ---- | ---- | ---- | ---- |
| 765  | 707  | 688  | 637  | 587  | 567  | 568  | 583  | 546  |

| 1962 | 1968 | 1975 | 1982 | 1990 | 1999 | 2005 | 2006 | 2010 |
| ---- | ---- | ---- | ---- | ---- | ---- | ---- | ---- | ---- |
| 539  | 456  | 427  | 404  | 473  | 508  | 601  | 624  | 631  |

| 2015 | 2020 | 2022 | - | - | - | - | - | - |
| ---- | ---- | ---- | - | - | - | - | - | - |
| 639  | 670  | 672  | - | - | - | - | - | - |

## Culture locale et patrimoine

### Lieux et monuments
- Château de la Motte-Henry. Une motte et son enceinte sont inscrites aux Monuments historiques[20].
- Château de Champfleury.
- Château de l'Aubinière.
- Château de la Malvandière.
- Église Saint-Germain.

### Activité, label et manifestations

#### Label
La commune est une ville fleurie (trois fleurs) au concours des villes et villages fleuris.

### Sports
L'Association sportive d'Arquenay a fait évoluer une équipe de football en division de district jusqu'en 2014.
Le semi-marathon de la Chesnaie, organisé par le Jogging Club de Meslay, connait un ravitaillement dans le bourg d'Arquenay.

### Personnalités liées à la commune
- Jean Esquenart, prélat et évêque au XVe siècle, natif d'Arquenay.
- Nicolas d'Angennes (1533-1611), capitaine des gardes de Charles IX, chambellan d'Henri III et vice-roi de Pologne, fut propriétaire du château de Champfleury.
- Jean Rousson (mort en 1630), religieux et écrivain, originaire d'Arquenay.
- Sœur Monique (Marie Lhuillier, 1744 à Arquenay - 1794), guillotinée sous la Terreur, béatifiée.
- Les familles d'Angennes et de Farcy sont liées au château de Champfleury.

## Sources
- Altitudes, coordonnées, superficie : répertoire géographique des communes 2014 (site de l'IGN, téléchargement du 1er mars 2015)